# Camille Renard
Camille Renard, né le 1er mai 1832 à Liège et mort le 17 novembre 1921 à Bruxelles, est un ingénieur civil, entrepreneur, créateur indépendant, artiste peintre et photographe amateur belge. Il est aussi professeur d'archéologie et d'histoire de l'art à l'Académie royale des beaux-arts de Liège de 1868 à 1904 et d’esthétique et d’histoire de l’art à l'université de Liège de 1879 à 1902.

## Biographie
Charles Camille Renard, né le 1er mai 1832, est le fils d'Eugène Laurent Renard et Marie Louise Euphémie Chefneux (1801-1833),,,. Le jeune Camille, après « des études humanitaires très complètes », commence en octobre 1850 des études d'ingénierie civile à l'école des mines de Liège,. Il les achève en 1855 avec la plus grande distinction, après avoir obtenu en 1854 une bourse d'études qui lui permet de visiter la Prusse et le nord de la France,. Il commence sa carrière professionnelle en tant qu'attaché, par un arrêté du gouvernement, à la Commission d'enquête qui doit examiner les questions soulevées par la fabrication de produits chimiques en province de Namur,. 
Dès 1856 il s'installe à son compte et assume la direction de la Société métallurgique d'Andenne, puis il crée à Seilles la société Steinbach et Cie, une « manufacture spécialisée dans les produits réfractaires », avec l'aide de son épouse Jeannette Léonie Steinbach,. Utilisant « ses connaissances et ses talents dans les domaines de la chimie, de l’art et de l’industrie », il fonde en 1860 la société « Manufacture Saint-Maurice, Camille Renard-Steinbach, à Andenne » dont l'activité se centre dans la fabrication haute gamme de porcelaine. Bien que la production de son atelier démontre « un savoir-faire qui respecte la tradition, tout en intégrant les dernières techniques de l’époque », Camille Renard doit « remettre toutes ses affaires » en 1864.
La même année il commence à travailler avec les cristalleries du Val-Saint-Lambert comme « créateur indépendant de modèles de peinture et de gravures »,. La part qu'il prend aux succès de la société entre 1864 et 1901 n'est guère visible car, bien qu'il signe « les dessins de ses projets et la description des techniques à employer », les « verres réalisés ne portent que la marque de la manufacture ». En parallèle il entame une carrière académique en tant que chef de travaux et de manipulations chimiques à l'université de Liège,. Il est ensuite professeur d'archéologie et d'histoire de l'art à l'Académie royale des beaux-arts de Liège de 1868 à 1904 et d’esthétique et d’histoire de l’art à la faculté de Philosophie de l'université de Liège de 1879 à 1902,,.
En plus de sa carrière d'enseignant et de créateur indépendant, il exerce de conférencier, chroniqueur, critique, illustrateur, biographe, photographe amateur, membre fondateur de l'Association belge de Photographie, membre de divers jurys et « expert industriel »,,. Il publie aussi plusieurs ouvrages didactiques dans le domaine de l'art et, une fois pensionné, il s'adonne à la peinture, surtout en tant qu'aquarelliste, exposant des paysages de Wallonie et de Flandre dans plusieurs salons jusqu'à la Première Guerre mondiale,,. Selon l'historienne de l'art Anne Pluymaekers, « la grande force de Camille Renard fut de savoir lier intimement la recherche, l’art et l’industrie. […] il incarne l’éclectisme omniprésent durant la seconde moitié du XIXe siècle ».
Il décède le 17 novembre 1921 à Bruxelles,,.

## Prix et distinctions
- Officier de l'ordre de Léopold[4].
- Officier de l'Instruction publique[4].
- Chevalier de l'ordre de la Couronne d'Italie[4].
- Croix civique de 1re classe[4].
- Médaille de 25 années de services[4].